# James Hamilton, 1. Lord Hamilton

Familienwappen des James Hamilton, 1. Lord Hamilton

James Hamilton, 1. Lord Hamilton (* um 1415; † 6. November 1479) war ein schottischer Adliger.

## Leben
Er war ein Sohn des Sir James Hamilton, 5. Laird of Cadzow und dessen Frau Janet Livingston.
Er war bereits zum Knight Bachelor geschlagen worden, als er 1440 in den schottischen Kronrat (Privy Council) aufgenommen wurde. Kurz nachdem er seinen Vater als 6. Laird of Cadzow beerbt hatte, übertrug er 1441 seine Besitzungen in Raploch seinem Cousin James Hamilton. 1445 erhob ihn König Jakob II. als Lord Hamilton zum Peer.
Verwandtschaftlich und durch Ehe mit der Familie Douglas verbunden, folgte er 1445 jener bei ihrer Rebellion gegen die schottische Krone, wechselte aber 1454 auf die Seite des Königs und konnte sich aus den eingezogenen Gütern der Douglas bedeutenden Landgewinn sichern.
1455 hatte er das Amt des Sheriffs von Lanarkshire inne und war unter König Jakob III. zwischen 1461 und 1472 mehrfach mit diplomatischen Missionen nach England betraut.

## Ehen und Nachkommen
In erster Ehe heiratete er Lady Euphemia Graham († 1468), Witwe des Archibald Douglas, 5. Earl of Douglas († 1439), Tochter des Patrick Graham und der Euphemia Stewart, 2. Countess of Strathearn and Caithness. Mit dieser hatte er eine Tochter:
- Elizabeth Hamilton (1443–1517), I) ⚭ David Lindsay, 1. Duke of Montrose, II) ⚭ um 1485 John Forrester

In zweiter Ehe heiratete er 1474 Prinzessin Mary († 1488), Tochter König Jakobs II. und Witwe des Thomas Boyd of Kilmarnock. Als Aussteuer brachte Mary die Isle of Arran mit in die Ehe, die Gegenstand eines ewigen Zwistes zwischen seinem Geschlecht und den Douglas wurde. Durch die Verbindung mit der Königstochter leiteten James’ Nachfahren aus dieser Ehe später Thronansprüche ab. Aus seiner Ehe mit Mary hatte James folgende Kinder:
- Elizabeth Hamilton (1474–1531), ⚭ Matthew Stewart, 2. Earl of Lennox
- James Hamilton, 1. Earl of Arran, 2. Lord Hamilton (1475–1529)
- Robert Hamilton, Seigneur d'Aubigny (1480–1543)

Mit einer Janet Calderwood hatte er zudem drei uneheliche Kinder, denen er 1474 seine Besitzungen in Machanmuir, Broomhill und Silvertonhill überschrieb und die 1513 von König Jakob IV. als legitime Kinder anerkannt wurden:
- John Hamilton of Broomhill († um 1550), ⚭ Elizabeth Hamilton
- Sir Patrick Hamilton of Kincavil († 1520), ⚭ Catherine Stewart
- David Hamilton († 1523), Bischof von Argyll oder Lismore